# ألعاب البحر الأبيض المتوسط 1967
ألعاب البحر الأبيض المتوسط 1967 هي ألعاب البحر الأبيض المتوسط الخامسة التي نظمت في مدينة تونس في الفترة 8 إلى 17 أيلول 1967. وشارك فيها 1249 رياضيا يمثلون 12 دولة في 14 رياضة
أهم الأحداث في هذه الدورة :
- لأول مرة تتخلف كل من سوريا ومصر عن البطولة بسبب حرب حزيران 1967.
- مشاركة العنصر النسائي لأول مرة حيث سجلت الدورة مشاركة 38 امرأة.
- تطبيق الكشف عن المنشطات.
- أول مشاركة للجزائر في الدورة.[2]

وإستعدادا لاحتضان هذه الألعاب أنشأت تونس المركب الرياضي بالمنزه في ولاية أريانة. يضم المركب ملعب رياضي الذي تبلغ طاقة إستيعابه 45000 متفرج، مسبح وقصر الرياضة.

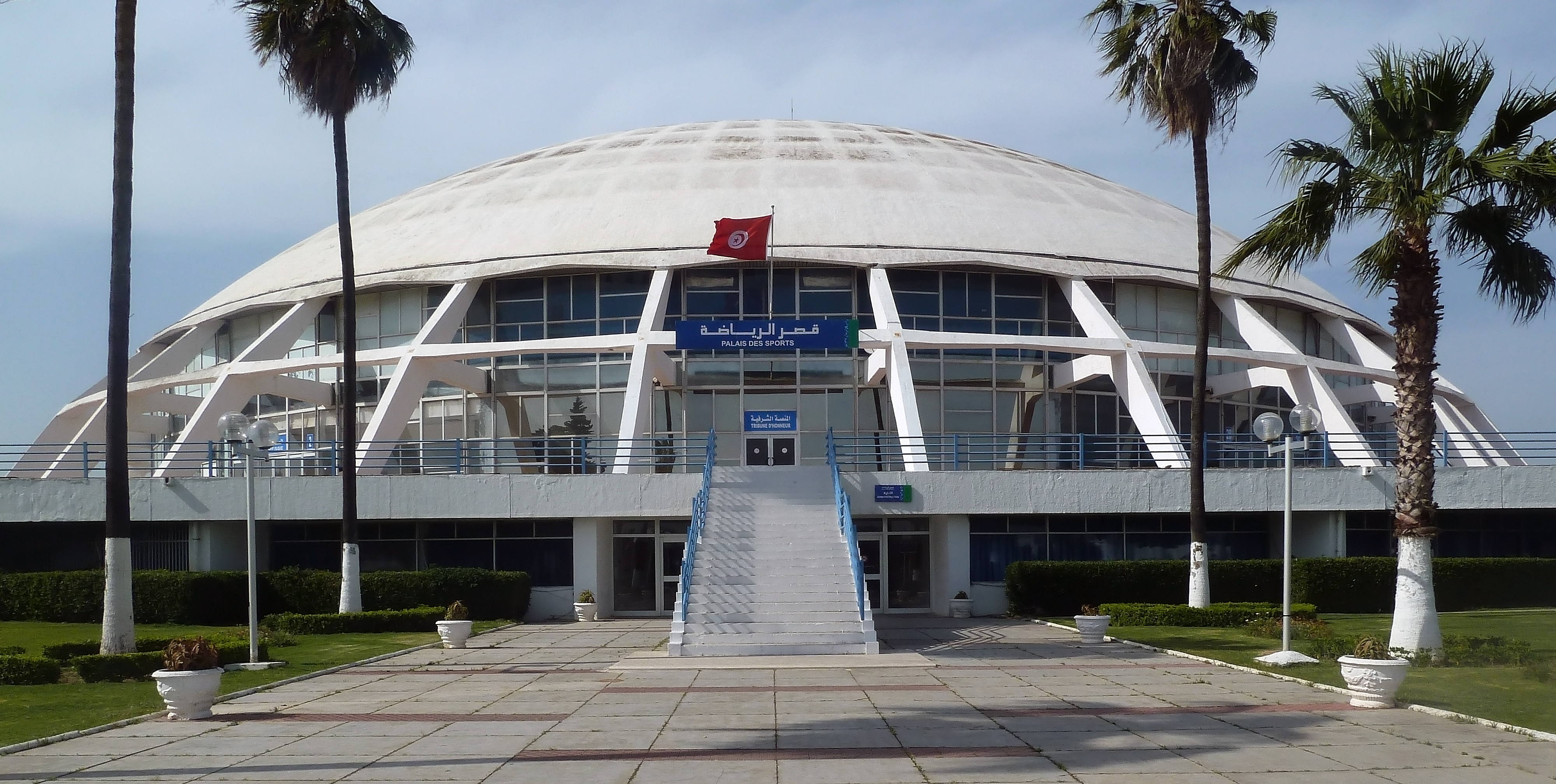
قصر الرياضة بالمنزه

## ألعاب الدورة
تضمن برنامج الدورة 14 رياضة في اختصاصات مختلفة.
| - ألعاب القوى. - المصارعة. - السباحة. - كرة السلة. - كرة الماء. | - الملاكمة. - كرة القدم. - الجمباز. - كرة طائرة. - سباق الدراجات. | - تنس. - رفع الأثقال. - كرة اليد. - مبارزة سيف الشيش. |

## الدول المشاركة
وشارك في الدورة رياضيون من 12 دولة تنافسوا في 14 رياضة، وبلغ عدد المشاركين 1249 رياضي تنافسوا على 93 ميدالية ذهبية.
| الدولة    | رجال | نساء | المجموع |
| --------- | ---- | ---- | ------- |
| إيطاليا   |      |      |         |
| إسبانيا   |      |      |         |
| فرنسا     |      |      |         |
| تركيا     |      |      |         |
| اليونان   |      |      |         |
| لبنان     |      |      |         |
| يوغسلافيا |      |      |         |
| مالطا     |      |      |         |
| تونس      |      |      |         |
| المغرب    |      |      |         |
| ليبيا     |      |      |         |
| الجزائر   |      |      |         |
| المجموع   | 1211 | 38   | 1249    |

## الميداليات
تميزت الدورة بهيمنة إيطاليا، حيث فازت بمفردها بأكثر من ثلث الميداليات الذهبية وإجمالي 83 ميدالية. تليها يوغسلافيا في المرتبة الثانية ثم إسبانيا في المرتبة الثالثة، في حين اكتفت تونس الدولة المستضيفة بالمرتبة السادسة بمجموع 25 ميدالية منها 5 ذهبية. وفازت كافة الدول المشاركة بميدالية واحدة على الأقل ماعدا مالطا.
كما تميز في هذه الدورة كسابقتها العداء التونسي محمد القمودي، حيث فاز مجددا بزوج من الميداليات الذهبية.
| الترتيب | منتخب     | ذهبية | فضية | برونزية | المجموع |
| ------- | --------- | ----- | ---- | ------- | ------- |
| 1       | إيطاليا   | 35    | 26   | 22      | 83      |
| 2       | يوغسلافيا | 15    | 16   | 5       | 36      |
| 3       | إسبانيا   | 10    | 14   | 27      | 51      |
| 4       | تركيا     | 9     | 9    | 6       | 24      |
| 5       | فرنسا     | 7     | 4    | 4       | 15      |
| 6       | تونس      | 5     | 9    | 11      | 25      |
| 7       | اليونان   | 5     | 6    | 12      | 23      |
| 8       | المغرب    | 1     | 1    | 3       | 5       |
| 9       | الجزائر   | 0     | 0    | 3       | 3       |
| 10      | ليبيا     | 0     | 0    | 2       | 2       |
| 11      | لبنان     | 0     | 0    | 1       | 1       |
|         | المجموع   | 87    | 85   | 96      | 268     |

## الميداليات وأمور أخرى

طابع جزائري أصدر بمناسبة أستضافة تونس لألعاب البحر الأبيض المتوسط 1967 [4]
طابع تونسي أصدر بمناسبة أستضافة تونس لألعاب البحر الأبيض المتوسط 1967
طابع تونسي أصدر بمناسبة أستضافة تونس لألعاب البحر الأبيض المتوسط 1967 [5][6]

## روابط خارجية
- لجنة الألعاب المتوسطية الدولية
- نتائج الألعاب المتوسطية في موقع gbrathletics